# Chiesa di San Francesco (Montalcino)
La chiesa di San Francesco è un edificio sacro che si trova in Prato dello Spedale a Montalcino. Oggi non più officiata, è proprietà del comune di Montalcino.

## Storia e descrizione

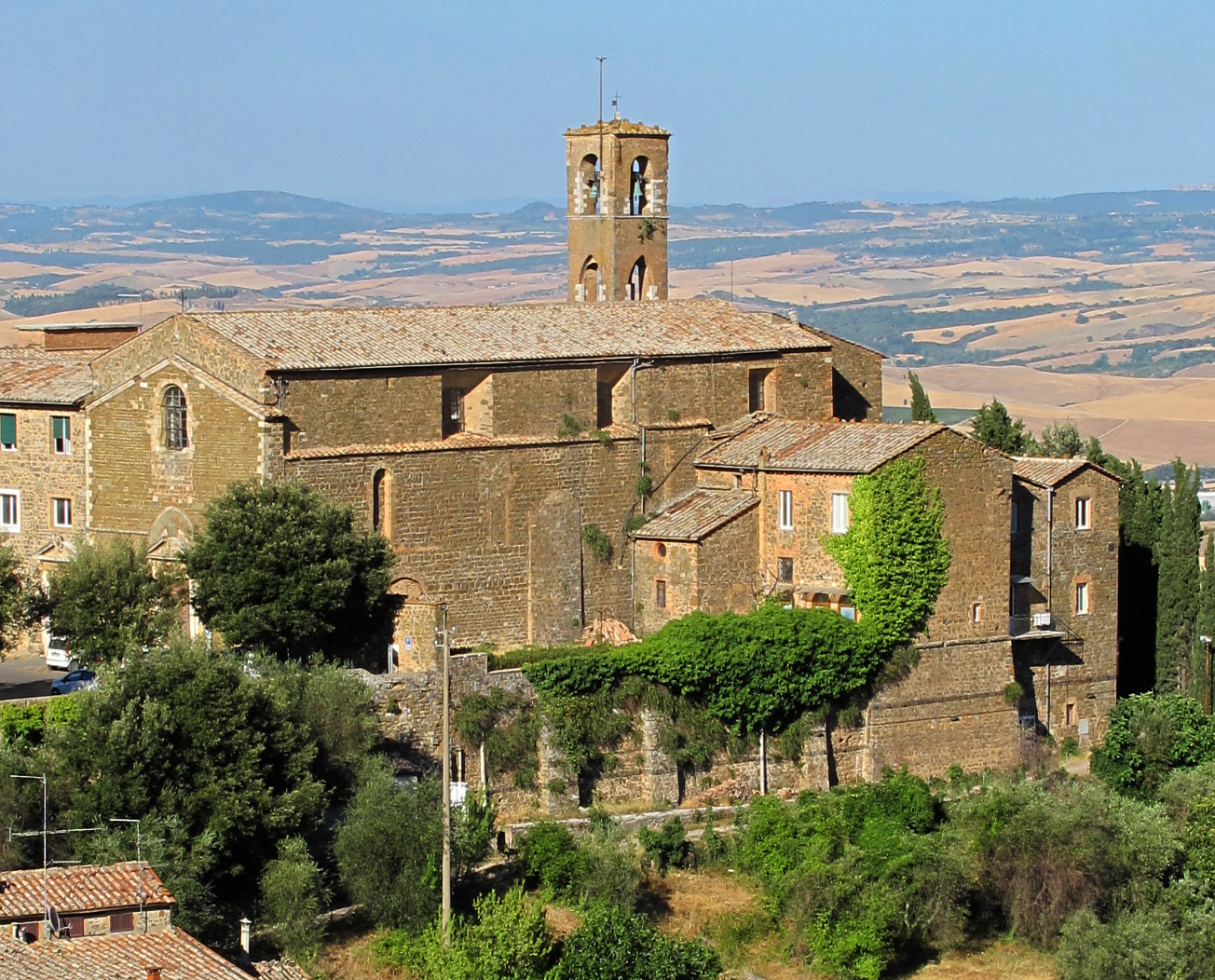
Vista laterale

Fu riedificata nel XIII secolo sul luogo dove sorgeva la chiesa di Sant'Angelo in Castelvecchio. La chiesa fu trasformata nel XVIII secolo da Tommaso Paccagnini. Conserva affreschi di Vincenzo Tamagni (1510), con Storie della vita della Vergine, il Domine quo vadis? e la Caduta di Simon mago.
Nella navata sinistra, un dipinto di Ventura Salimbeni con San Simone Stock che riceve dalla Vergine lo scapolare. Da segnalare il dipinto tardocinquecentesco di Alessandro Casolani con l'Allegoria dell'Immacolata Concezione; e la Madonna col Bambino in gloria e Santi (1710) di Niccolò Lapi.